# Vincenzo Cappello
Pour les articles homonymes, voir Cappello.
Vincenzo Cappello (né à Venise en 1469 et mort dans la même ville le 19 août 1541) est un aristocrate, homme d'État et amiral vénitien.

## Biographie
Vincenzo Cappello naît à Venise en 1469 ; son père est Nicolò Cappello. Il est remarqué pour la première fois à Milan en octobre 1499, quand il tente en vain de vendre un « collier du roi des Romains » (« collier pour dil re di romani ») au roi Louis XII de France. Le 30 août 1502, puis à nouveau le 28 mars 1504, il est nommé au poste de trésorier de l'État (camerlengo de Comùn (it)).

### Capitaine du convoi des Flandres
En juin 1504, il est responsable du grand convoi de galères commerciales (muda) vers la Flandre et Londres, l'une des routes commerciales les plus lucratives de l'époque.
Après des mois de préparatifs, le convoi part en février 1505. Le voyage est couronné de succès : au retour en juillet 1506, les navires vénitiens sont si chargés de marchandises qu'il faut laisser 300 ballots de laine.
Le 27 juillet 1506, Cappello est reçu par le roi Henri VII d'Angleterre qui lui accorde des privilèges commerciaux, le fait chevalier et lui donne le droit d'inclure la rose Tudor dans son blason. En tant que représentant de la république de Venise, Cappello reçoit aussi l'expression de la sympathie du roi vis-à-vis de la République. Au retour, attaqué par un navire de guerre génois qui le prend pour un pirate et l'emmène à Cagliari, il réussit à rétablir la vérité sur son identité et acquiert des marchandises d'une valeur de 6 000 ducats.
De retour à Venise le 28 novembre 1506, ses navires chargés de marchandises lui assurent une réputation et une richesse considérables, que Cappello emploie pour poursuivre une carrière politique.

### Carrière politique et militaire
En avril 1509, Cappello révèle qu'il aurait prêté 10 000 ducats à la République. Cela contribue à sa popularité et son élection au Sénat vénitien est rapide. Tout en jouissant d'une popularité considérable, il a néanmoins des détracteurs qui l'accusent d'avoir l'intention de prendre le contrôle de l'État.

#### Premiers commandements
Fort de sa popularité, il est élu à la haute fonction de surintendant de la marine vénitienne (Provveditore all'Armata) le 14 janvier 1512. À ce poste, il fait preuve de grandes compétences navales et politiques. La marine est alorsen mauvais état à, manquant d'organisation, d'hommes et même de biscuit pour les navires. Bien qu'il tente de remédier à la situation, cette pénurie conduit à des expériences amères : en juillet 1514, à Corfou, le manque de biscuit le contraint à cesser de poursuivre une flotte de vingt fustes ottomanes, tandis qu'en décembre 1515 il est contraint de dissoudre sa flotte en Istrie, alors que les officiers et les équipages exigent leur solde en retard. En conséquence, dans son rapport (relazione  au gouvernement vénitien, il critiquent sévèrement l'organisation de la marine. Entre-temps, il participe brièvement à la défense de Padoue en février 1514 (pendant la guerre de la Ligue de Cambrai ), avant d'aller réprimer durement la rébellion de Hvar.

#### Gouverneur de Famagouste

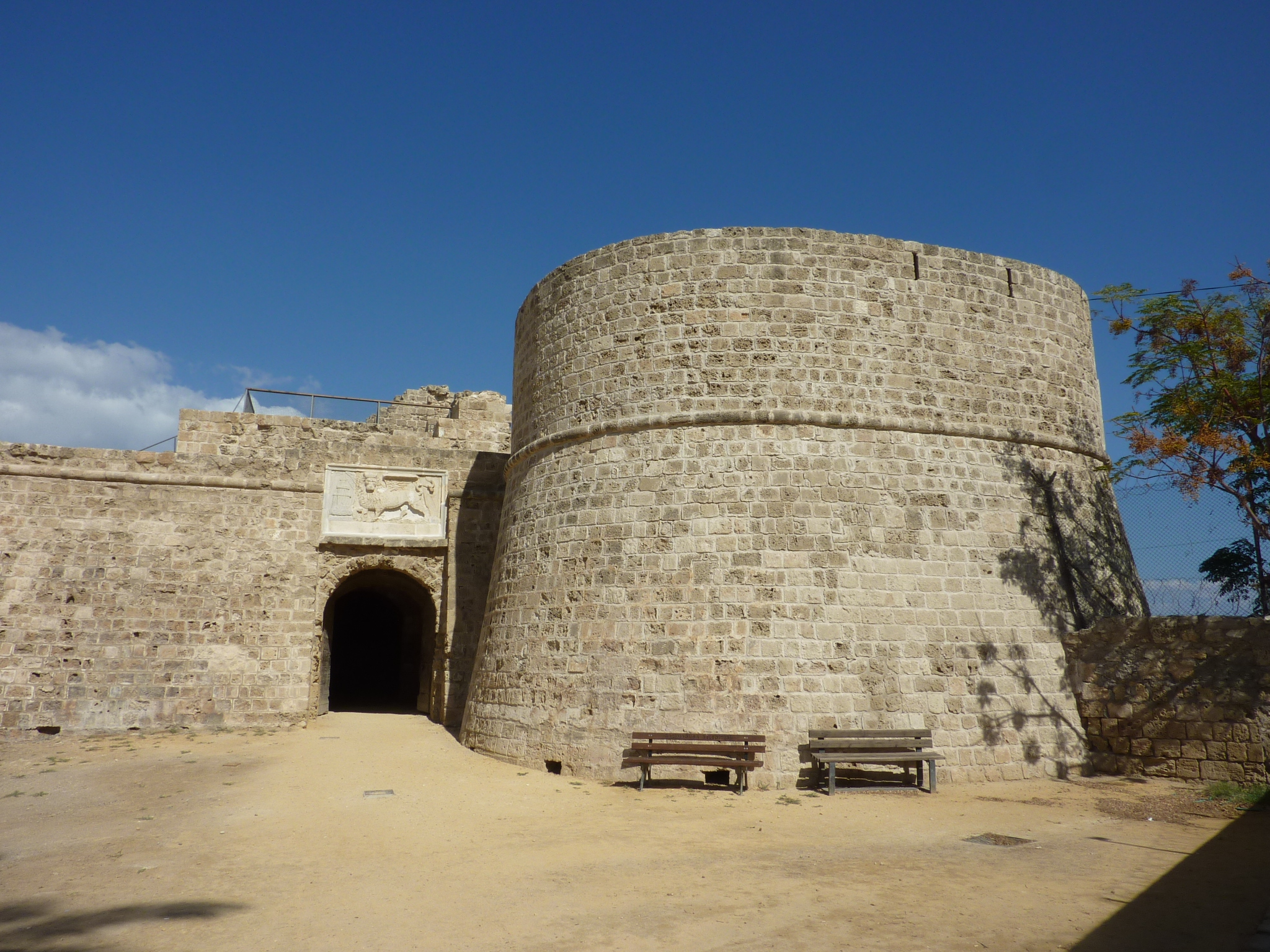
Porte du Château d'Othello médiéval de Famagouste.

En décembre 1515, il est nommé commandant de la forteresse de Famagouste à Chypre, après un don de 2000 ducats à la République. Cappello trouvent les fortifications insuffisantes pour faire face à une attaque ottomane et dénoncent le comportement des fonctionnaires vénitiens sur l'île comme « scandaleux ». Etant fermement convaincu de la « mauvaise foi » des Ottomans, il se consacre au renforcement des défenses de la ville. Son successeur, Bartolomeo Contarini, qui le remplace en mars 1519, loue son travail. 

#### Ascension politique
Quittant Famagouste le 10 mars 1519, le 29 juillet, il est de retour à Venise, reprenant sa carrière politique. Il refuse une nomination comme surintendant des fournitures et de l'équipement de la flotte (Provveditore all'Armar) le 16 août, mais devient membre du Conseil des Dix le 16 octobre. Le 19 juin 1520, il devient conseiller ducal ( consigliere ducale ) pour le sestiere de Santa Croce et lieutenant-gouverneur (luogotenente) du Frioul le 9 septembre 1520. De cette position il observe attentivement les mouvements militaires ottomans en Dalmatie. Il revient à Venise le 7 juin 1522. Il est choisi comme envoyé auprès du nouveau pape Adrien VI en août, mais ne se rend pas à Rome en raison d'une épidémie de peste. Il contracte une maladie qui l'a forcé à rester à Ferrare. Il est devenu redevient conseiller du sestiere de Cannaregio le 26 mai 1523 et rejette une nomination comme duc de Candie le 27 septembre. En octobre, il participe à une enquête sur les activités des Dix. De nouveau envoyé auprès du pape Clément VII nouvellement élu le 26 novembre, il refuse en raison de sa mauvaise santé.
Le 3 mai 1524, Cappello est fait membre du conseil d'administration du Savi a Tansar, puis comme surintendant des ventes (Provveditore sopra le Vendite) le 9 décembre. Le 1er février 1525, il est élu comme l'un des trois consiglieri da basso qui représentent le doge au Conseil des Quarante. Le 1er septembre 1527, il redevient membre des Dix.

#### Nouveaux commandements et mort
Le 5 mars 1529, Cappello est nommé comme l'un sept Savi di Terraferma, le 1er août, comme consigliere « au-delà du canal », et enfin, le 12 septembre, de nouveau comme Provveditore all'Armata. Conscient des problèmes de la flotte, Cappello pose des exigences précises avant d'accepter la position, obligeant le gouvernement à fournir suffisamment d'hommes, de vivres et de fonds. Ses différends avec le Sénat retardent son départ et il garde des relations tendues avec l'assemblée, malgré sa reconduction au poste le 11 juin 1532.

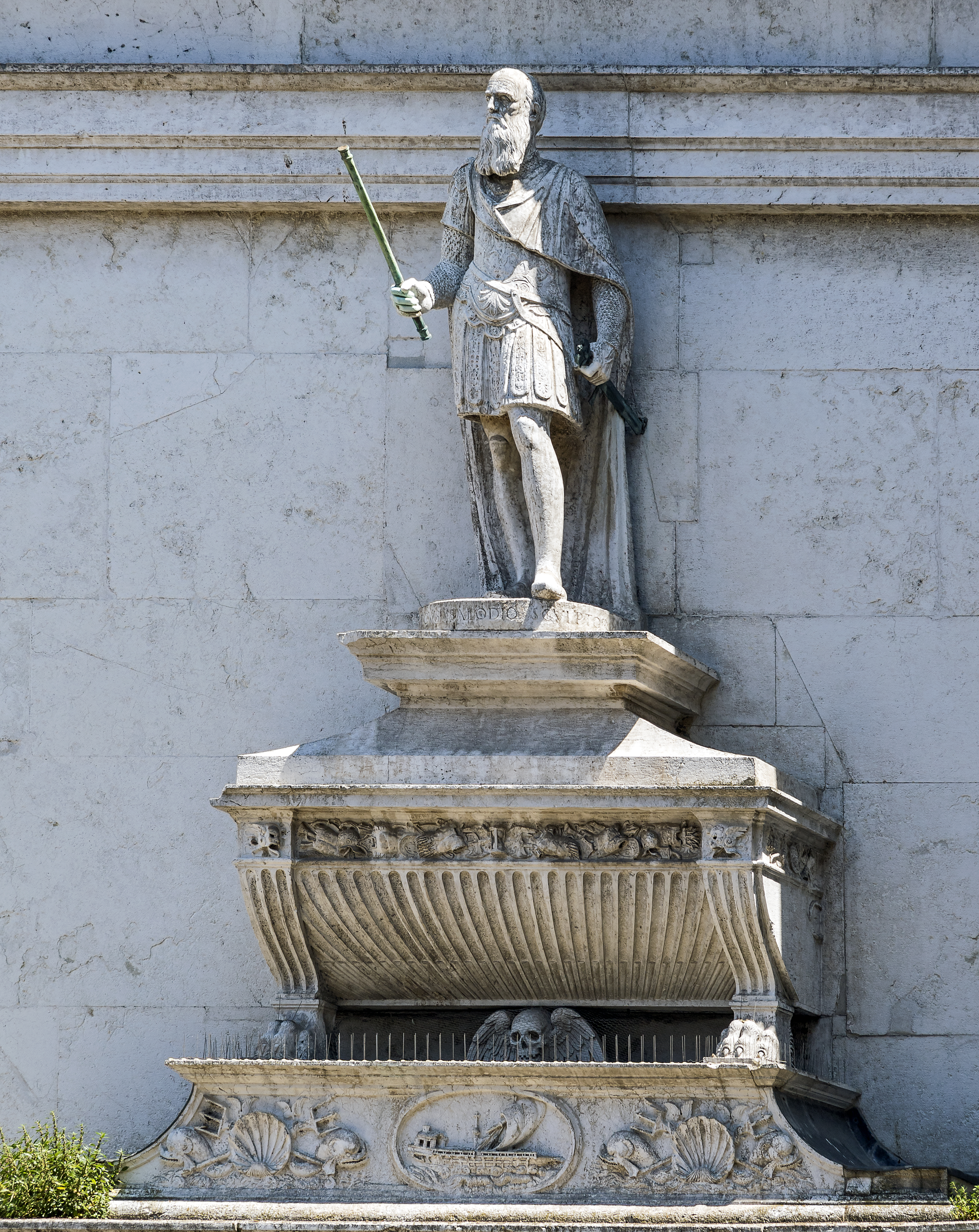
Monument à Vincenzo Cappello, église de Santa Maria Formosa

Chargé de « rétablir l'ordre de la flotte », mais sans provoquer ni les Ottomans ni l'Empereur, Cappello doit faire face à de multiples obstacles. Confirmé à son poste en 1534, dans ses rapports au Sénat, il se plaint du le manque de vivres, de la désertion de ses hommes qui rejoignent les forces mieux rémunérées de l'Empereur, des faiblesses des fortifications dans les possessions d'outre-mer de la République (en particulier à Zara, Sebenico et Corfou) et de l'inefficacité des chantiers navals. Comme le souligne l'historien Achille Olivieri, cependant, Cappello n'est pas un réformateur : sa vision reste ancrée dans la réalité pratique et quotidienne, préférant aux idéaux et aux aventures un État vénitien fort mais immobile, presque « éloigné de la dialectique disruptive du processus historique ».
En 1535, il est élu conseiller ducal du sestiere de Castello. À la suite de l'éclosion de la guerre contre les Ottomans en 1537, il est élu Provveditore all'Armata. La flotte de Venise et ses alliés (menés par l'Espagne de Charles Quint) capturent la forteresse de Castelnuovo, laissant derrière eux une garnison espagnole, mais sont vaincus par la marine ottomane à la bataille de Preveza en septembre 1538. Tenu responsable de la défaite par les Espagnols et malade, il retourne à Venise où il devient membre du Savi Grandi. En janvier 1539, il participe à l'élection de Pietro Lando comme Doge et est élu procurateur de Saint-Marc.
Il meurt le 19 août 1541 et est enterré à l'église de Santa Maria Formosa, dont la façade est ornée de sa statue.